# إتش بيج كروس
إتش بيج كروس (بالإنجليزية: H. Page Cross) هو مهندس معماري أمريكي، ولد في 23 أغسطس 1910 في نيويورك في الولايات المتحدة، وتوفي بنفس المكان في 25 أغسطس 1975.